# So This Is Freedom?
So This Is Freedom? is het tweede studioalbum van de hardcore punk band The Unseen, en werd precies een jaar na de heruitgave hun eerste debuutalbum Lower Class Crucifixion door A-F Records uitgegeven.

## Nummers
1. "What Are You Gonna Do?" - 2:18
2. "Are We Dead Yet?" - 2:58
3. "Stand Up and Fight" - 2:11
4. "Punks Attack" - 2:27
5. "Dead and Gone" - 2:20
6. "There's Still Hope" - 3:53
7. "Greed Is a Disease" - 1:20
8. "Piss Off" - 2:15
9. "Don't be Fooled" - 1:34
10. "Cultural Genocide" - 1:57
11. "Sent to Die" - 1:48
12. "Tradition" - 1:52
13. "So This Is Freedom?" - 2:52
14. "Beat It" (cover van Michael Jackson) - 1:51